# Konklave 1914

Wappen des Kardinalkämmerers während der Sedisvakanz

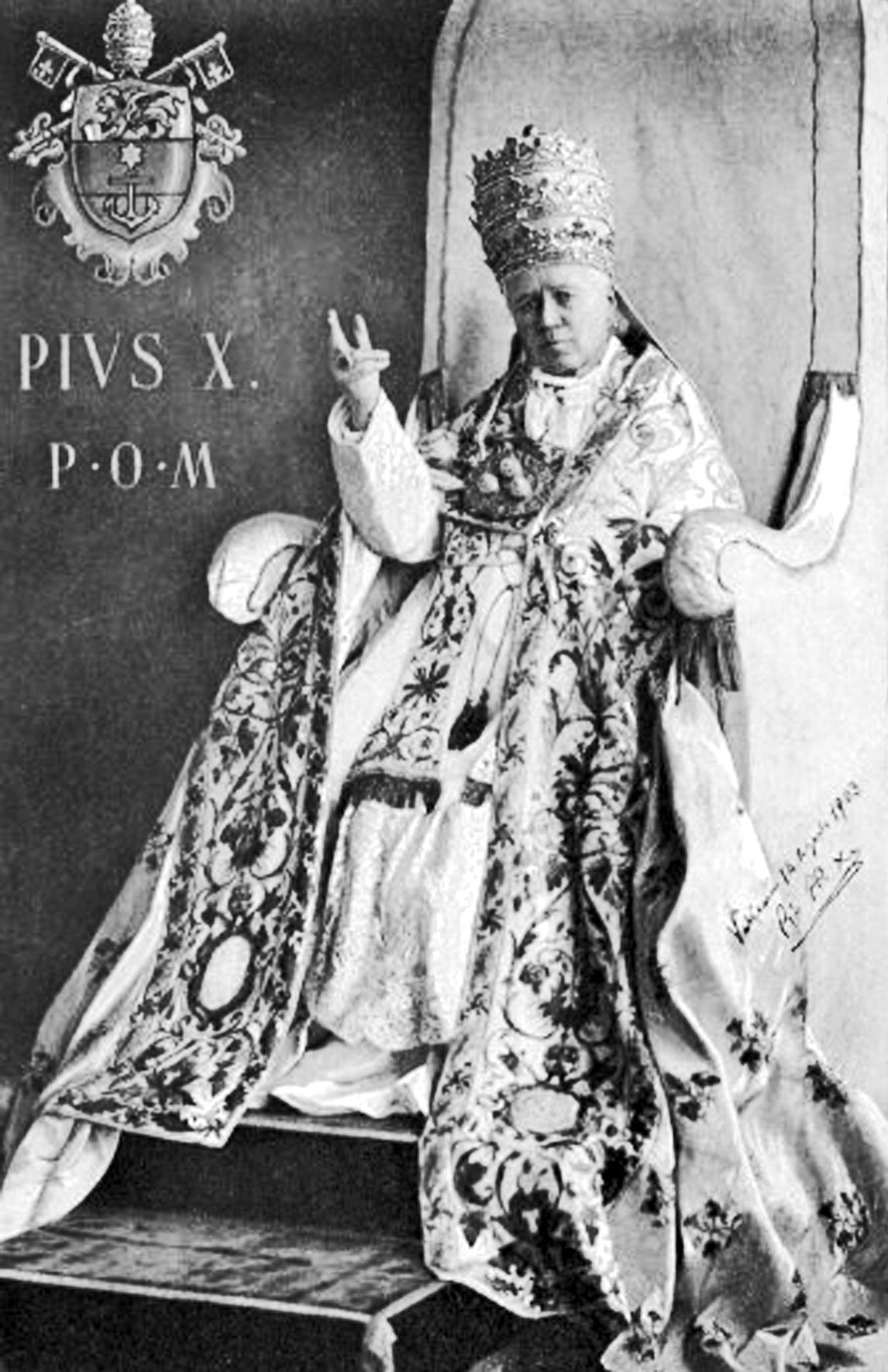
Papst Pius X. †

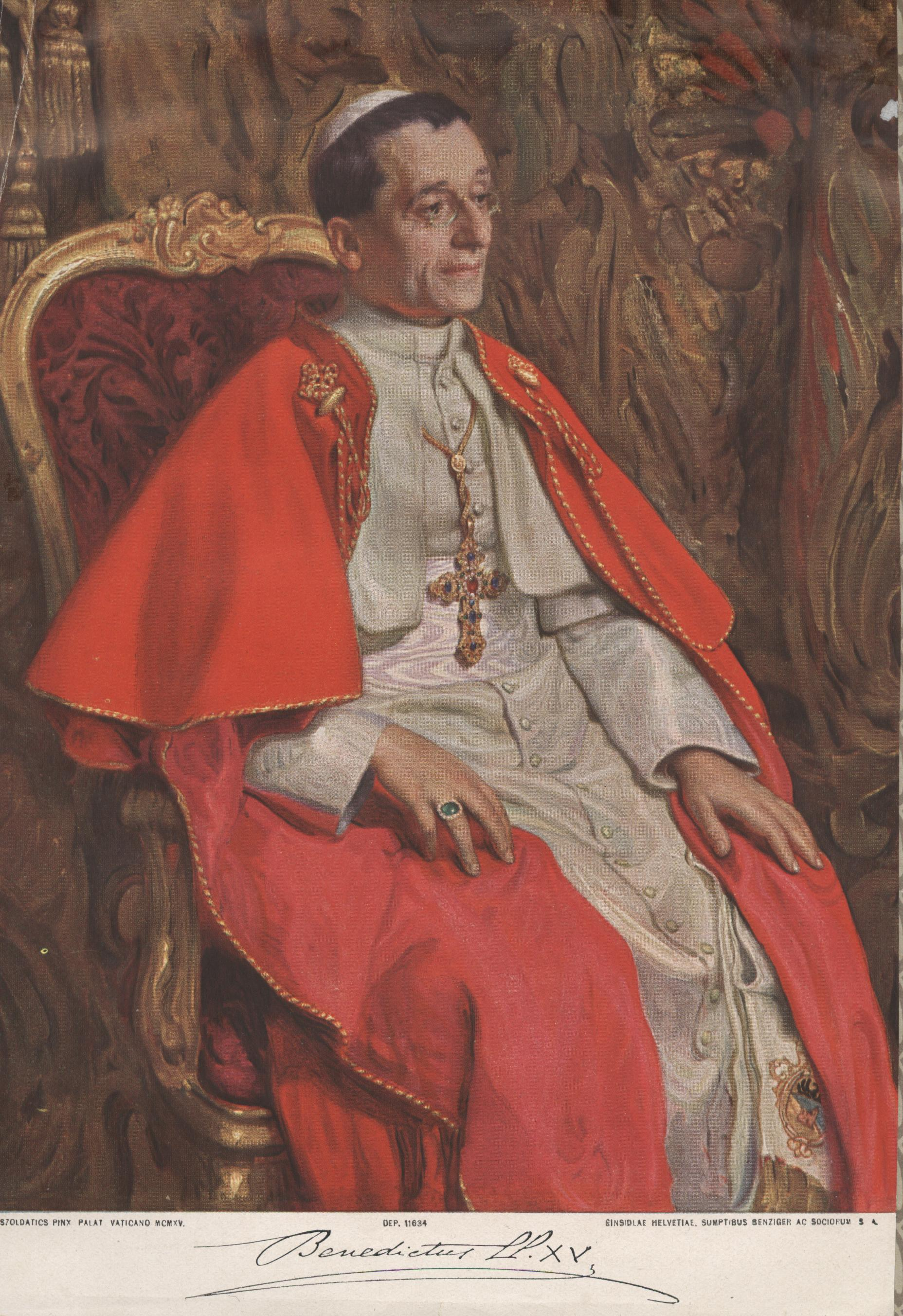
Papst Benedikt XV.

Das Konklave 1914 tagte vom 31. August bis zum 3. September 1914. Es war nötig geworden, nachdem Papst Pius X. am 20. August desselben Jahres gestorben war. Am Ende wurde Giacomo della Chiesa, der Erzbischof von Bologna, zu Papst Benedikt XV. gewählt.

## Verlauf
Das Konklave fand traditionell in der Sixtinischen Kapelle statt. Insgesamt waren zehn Wahlgänge erforderlich, um den neuen Pontifex zu wählen. Zu den papabili zählten der letztlich gewählte Giacomo Della Chiesa, Pietro Maffi und Agostino Richelmy. 
Die Wahl stand im Zeichen des Streits zwischen den Integralisten, die dem strengen Antimodernismus-Kurses des verstorbenen Pius X. folgten, und den progressiveren Kräften. Im ersten Wahlgang am 1. September 1914 entfielen je 12 Stimmen für die Kardinäle Maffi, der als ausgesprochener Modernisierer galt, und Della Chiesa, der, obwohl gleichfalls in Opposition zu dem Antimodernismus-Kurs, als gemäßigterer Reformer im Sinne der Politik Papst Leos XIII. und seines Staatssekretärs Rampolla galt. Basilio Pompili erhielt 9 Stimmen und auf den Staatssekretär Pius’ X., Kardinal Rafael Merry del Val, Speerspitze der Integralisten, entfielen 7 Stimmen. In den kommenden Wahlgängen gingen die Stimmen von Maffi nach und nach auf Della Chiesa über, es schien aber so, als würden die Integralisten seine Wahl blockieren können. Als Merry del Val die Aussichtslosigkeit seiner eigenen Kandidatur erkannte, versuchte er, die konservativen Stimmen auf Kardinal Domenico Serafini zu konzentrieren. Im zehnten Wahlgang erreichte Della Chiesa jedoch schließlich exakt die notwendige Zweidrittelmehrheit von 38 Stimmen. Merry del Val verlangte, dass überprüft werde, ob Della Chiesa sich möglicherweise selbst gewählt hatte. Diese Prüfung wurde vorgenommen, bestätigte aber die Wahl Della Chiesas. Dieser nahm den Papstnamen Benedikt XV. an.

## Teilnehmende Kardinäle
Insgesamt waren 65 Kardinäle wahlberechtigt, doch nur 57 der Purpurträger nahmen auch tatsächlich am Konklave teil. Dies war trotzdem überraschend, da es zweifelhaft war, ob einige Kardinäle wegen des gerade ausgebrochenen Ersten Weltkrieges auch kommen konnten. Die acht übrigen Kardinäle erschienen verspätet oder mussten auf Grund einer Krankheit ihre Teilnahme absagen. Die Mehrheit der Kardinäle (31) kam aus Italien, es waren jedoch auch vier Kardinäle aus Österreich-Ungarn und zwei aus Deutschland anwesend. Wie bereits im Konklave 1903 waren die zwei Brüder Serafino und Vincenzo Vannutelli Mitglieder des Konklave. Ersterer leitete in seiner Funktion als Kardinaldekan die Wahl.
Während der Sedisvakanz wurden folgende Ämter von diesen Kardinälen ausgeübt:
- Kardinaldekan: Serafino Vannutelli
- Kardinalkämmerer: Aristide Rinaldini
- Kardinalsubdekan: Zu dieser Zeit nicht besetzt

### Anwesende Kardinäle
- Königreich Italien: Antonio Agliardi
- Brasilien: Joaquim Arcoverde de Albuquerque Cavalcanti
- Frankreich: Léon-Adolphe Amette
- Frankreich: Pierre-Paulin Andrieu
- Königreich Italien: Bartolomeo Bacilieri
- Portugal: António Mendes Bello
- Deutsches Reich: Franziskus von Bettinger
- Frankreich: Louis Billot
- Königreich Italien: Gaetano Bisleti
- Königreich Italien: Giuseppe Francica-Nava de Bontifè
- Königreich Italien: Giulio Boschi
- Vereinigtes Königreich: Francis Bourne
- Königreich Italien: Ottavio Cagiano de Azevedo
- Königreich Italien: Francesco di Paola Cassetta
- Königreich Italien: Aristide Cavallari
- Österreich-Ungarn: Ján Černoch
- Spanien: José Cos y Macho
- Königreich Italien: Giacomo Della Chiesa (zu Papst Benedikt XV. gewählt)
- Königreich Italien: Francesco Salesio Della Volpe
- Königreich Italien: Gaetano De Lai
- Königreich Italien: Angelo Di Pietro
- Königreich Italien: Diomede Falconio
- Vereinigte Staaten: John Murphy Farley
- Königreich Italien: Andrea Carlo Ferrari
- Königreich Italien: Domenico Ferrata
- Königreich Italien: Pietro Gasparri
- Vereinigtes Königreich: Francis Aidan Gasquet
- Königreich Italien: Filippo Giustini
- Königreich Italien: Girolamo Maria Gotti
- Spanien: Victoriano Guisasola y Menéndez
- Deutsches Reich: Felix von Hartmann
- Österreich-Ungarn: Károly Hornig
- Spanien: José María Martín de Herrera y de la Iglesia
- Königreich Italien: Michele Lega
- Irland: Michael Logue
- Königreich Italien: Benedetto Lorenzelli
- Königreich Italien: Alessandro Lualdi
- Frankreich: Louis Luçon
- Königreich Italien: Pietro Maffi
- Belgien: Désiré-Joseph Mercier
- Spanien: Rafael Merry del Val
- Portugal: José Sebastião Neto
- Königreich Italien: Gennaro Granito Pignatelli di Belmonte
- Königreich Italien: Basilio Pompili
- Österreich-Ungarn: Friedrich Gustav Piffl
- Königreich Italien: Agostino Richelmy
- Königreich Italien: Aristide Rinaldini
- Niederlande: Wilhelmus Marinus van Rossum
- Frankreich: François-Marie-Anatole de Rovérié de Cabrières
- Spanien: Enrique Almaraz y Santos
- Königreich Italien: Domenico Serafini
- Frankreich: Hector-Irénée Sévin
- Österreich-Ungarn: Leo Skrbenský von Hříště
- Königreich Italien: Scipione Tecchi
- Königreich Italien: Serafino Vannutelli
- Königreich Italien: Vincenzo Vannutelli
- Königreich Italien: Antonio Vico

### Abwesende Kardinäle
- Kanada: Louis-Nazaire Bégin, erschien verspätet
- Frankreich: François-Virgile Dubillard, konnte auf Grund einer Krankheit nicht kommen
- Vereinigte Staaten: James Gibbons, erschien verspätet
- Königreich Italien: Sebastiano Martinelli, konnte auf Grund einer Krankheit nicht kommen
- Vereinigte Staaten: William Henry O’Connell, erschien verspätet
- Königreich Italien: Giuseppe Prisco, konnte auf Grund einer Krankheit nicht kommen
- Österreich-Ungarn: Franziskus von Sales Bauer, konnte auf Grund einer Krankheit nicht kommen
- Österreich-Ungarn: Kolos Ferenc Vaszary, konnte auf Grund einer Krankheit nicht kommen